# Lyphira natalensis
Lyphira natalensis is een krabbensoort uit de familie van de Leucosiidae. De wetenschappelijke naam van de soort is voor het eerst geldig gepubliceerd in 2009 door Galil.